# NGC 2576
NGC 2576 este o galaxie LINER situată în constelația Racul. A fost descoperită în 29 martie 1865 de către Albert Marth. Se află la o distanță de 119,12 megaparseci de Pământ.